# Station Massy-Palaiseau
Station Massy-Palaiseau is een spoorwegstation aan de spoorlijn Paris-Luxembourg - Limours en de Grande ceinture van Parijs. Het ligt in de Franse gemeente Massy in het departement van Essonne (Île-de-France).

## Geschiedenis
Het station is in 1854 geopend aan de spoorlijn Paris-Luxembourg - Limours. In 1883 opende naast het bestaande station een nieuw station aan de Grande ceinture van Parijs. In 1991 opende bij het bestaande station een TGV-station, Massy TGV, gelegen aan de LGV Atlantique.

## Het station
Massy-Palaiseau is een station aan RER B en RER C. Deze lijnen zijn aan elkaar verbonden door een lange loopbrug. In feite zijn het 2 stations. Langs het station rijdt ook de TGV, maar die heeft een ander station genaamd Massy TGV. Er is ook een TGV afkomstig van of gaande naar Rouen, die de ringlijn gebruikt en dus stopt op de sporen van RER C. Voor Carte Orange gebruikers ligt het station in zone 4.
Het station is ook het eindpunt van lijn V van het Transilien en van de tramtrein van Tramlijn 12 van de Tram van Île-de-France.  Die nemen beiden sinds respectievelijk december 2024 en 2023 een van de aftakkingen van lijn C van het RER-netwerk over als aparte nieuwe lijnen. Deze beide lijnen worden wel vanaf hetzelfde perron gerouteerd zodat een makkelijke overstap tussen Transilien en Tramway mogelijk is.
In het station vertrokken in de jaren 30 van de twintigste eeuw treinen naar Chartres via Gallardon. Deze spoorlijn is al lang opgebroken maar de ruimte is nog zichtbaar. Onder die ruimte rijden nu de TGV's.

## Vorige en volgende stations
| Richting                    | Vorig station | Lijn    | Volgend station   | Richting                                             |
| --------------------------- | ------------- | ------- | ----------------- | ---------------------------------------------------- |
| Saint-Rémy-lès-Chevreuse B4 | Palaiseau     | RER B   | Massy - Verrières | Aéroport Charles de Gaulle 2 TGV B3 Mitry - Claye B5 |
| Eindpunt C2                 | Eindpunt      | RER C   | Massy - Verrières | Pontoise C1 Versailles-Château                       |
| Versailles-Chantiers        | Igny          | Trans V | Eindpunt          | Eindpunt                                             |
| Eindpunt                    | Eindpunt      | T 12    | Massy-Europe      | Évry - Courcouronnes                                 |